# 11672 Cuney
11672 Cuney este un asteroid din centura principală de asteroizi.

## Descriere
11672 Cuney este un asteroid din centura principală de asteroizi. A fost descoperit pe 24 ianuarie 1998 la Haleakala în cadrul programului NEAT. Asteroidul prezintă o orbită caracterizată de o semiaxă mare de 2,33 ua, o excentricitate de 0,19 și o înclinație de 6,1° în raport cu ecliptica.